# 稲葉あずさ
稲葉 あずさ（いなば あずさ、2007年11月29日 - ）は、日本の女性プロレスラー。
愛知県豊川市出身。身長156cm、体重50kg。JTO所属。血液型B型。

## 経歴
2022年
- 夏に同団体に練習生として入門[2]。

2023年
- 3月3日、東京都・後楽園ホール大会にて、姉の稲葉ともか戦でデビュー[3][4][5]。最後は手殺ともか固めで敗れた[6][7]。
- 5月6日、『JTO GIRLS TOURNAMENT 2023』神奈川県・横浜にぎわい座のげシャーレ大会にて、1回戦でHisokAに初勝利[8]。
- 5月12日、スターダム『FIBREPLEX presents NEW BLOOD 8』東京都・品川インターシティホール大会にて、タッグマッチで羽南・妃南組に引き分け[9]。
- 8月12日、『Girls League開幕戦』東京都・BASEMENT MONSTR王子大会にて、優宇に敗北[10]。
- 9月29日、スターダム『FIBREPLEX presents NEW BLOOD 11』東京都・品川インターシティホール大会にて、フューチャー・オブ・スターダム選手権試合で大江戸隊の吏南に敗北[11]。
- 11月10日、東京都・後楽園ホール大会にて、6人タッグマッチでYAKOに勝利[12]。
- 11月25日、宮城県・仙台市宮城野区文化センター大会にて、6人タッグマッチで神姫楽ミサに勝利[13]。
- 12月14日、福岡県・さざんぴあ博多大会にて、女子6人タッグマッチでrhythmに勝利[14]。

2024年
- 1月6日、『JTO GIRLS SPECIAL』東京都・新宿FACE大会にて、GLEAT&LIDET UWFルールマッチで福田茉耶にギブアップ勝利[15][16]。
- 1月13日、『JTO GIRLS TOURNAMENT 2024』神奈川県・横浜にぎわい座のげシャーレ大会にて、1回戦で七星に勝利[17]。
- 2月4日、『JTO GIRLS TOURNAMENT 2024』東京都・BASEMENT MONSTR王子大会にて、準決勝でAoiに勝利[18][19]。
- 3月1日、東京都・後楽園ホール大会にて、JTO GIRLS TOURNAMENT 2024決勝戦&QUEEN of JTO選手権試合で姉・稲葉ともかに敗れ準優勝[20][21]。
- 5月10日、東京都・後楽園ホール大会にて、JTO GIRLSランキングマッチで神姫楽ミサに勝利[22]。
- 5月26日、『JTO GIRLS 高島平区民館大会』東京都・板橋区高島平区民館大会にて、タッグマッチで緑野アミサに勝利[23]。
- 6月2日、『JTO GIRLS 横浜・にぎわい座大会』神奈川県・横浜にぎわい座のげシャーレ大会にて、タッグマッチで時間切れ引き分け[24]。
- 6月28日、広島県・広島県立広島産業会館東館大会にて、女子タッグマッチでrhythmに勝利[25]。
- 6月30日、愛知県・スポルディーバアリーナ大会にて、シングルマッチでAoiに勝利[26]。
- 7月23日、スターダム『STARDOM NIGHTER in KORAKUEN Jul.2』東京都・後楽園ホール大会にて、大江戸隊の吏南と共に第3代NEW BLOODタッグ王座に奪取[27]。
- 9月8日、「稲葉あずさ自主興行」にて夕張源太を金的攻撃で葬るも裁定は反則負け。
- 9月13日、スターダム「NEW BLOOD 14」名古屋大会において、スターダムのヒールユニット「H.A.T.E.」に加入を表明[28]。
- 12月6日、第5代 JTO GIRLS王座を戴冠。
- 12月26日、NEW BLOOD17 東京・ニューピアホール大会において行われたNEW BLOODタッグ王座3度目の防衛戦において月山和香＆HANAKO組に敗れタッグ王座を失う[29]。

2025年
- 1月25日、スターダム『STARDOM AWARD 2024 in TAKADANOBABA ～Day1 試合～』にて天咲光由のフューチャー・オブ・スターダム王者に挑むも敗れる。[30]
- 3月1日、神戸リングソウルで行われたデビュー2周年記念大会において自身が所属する団体の代表でもある男子プロレスラーのTAKAみちのくに勝利する[31]。
- 5月7日、タカタイチマニア後楽園ホール大会にて行われたJTO GIRLS王座防衛戦にて、姉の稲葉ともかに初勝利を上げる[32]。
- 7月11日、後楽園ホール大会において姉の稲葉ともかが持つQUEEN OF JTO王座に挑戦し勝利。第11代王座を戴冠する。[33]

## 人物
JTO等の通常時は赤い稲葉あずさ（ベビーフェイス）として、スターダムのH.A.T.E.のメンバーとしては黒い稲葉あずさ（ヒール）として活動している。

## 得意技
膝蹴り
稲葉あずさの姉超
稲葉あずさの足絞
一刀両断
ババーキラー2号

## タイトル歴
JTO
- 第11代QUEEN OF JTO王者
- 第5代JTO GIRLS王座
- 第4代JTO GIRLSタッグ王座
  - w / Aoi
- 2025年JTO GIRLSトーナメント優勝

スターダム
- 第3代NEW BLOODタッグ王座
  - w / 吏南

## 入場曲
アネゴエ
アネゴエ Feat.夏色花梨